# 奧斯洛 (佛羅里達州)
奧斯洛（英語：Oslo）是位於美國佛羅里達州印第安河縣的一個非建制地區。該地的面積和人口皆未知。

## 地理
奧斯洛的座標為27°35′12″N 80°22′49″W / 27.58667°N 80.38028°W，而該地的平均海拔高度為4米（即13英尺）。